# Discestra montanica
Discestra montanica är en fjärilsart som beskrevs av Mcdunnough 1930. Discestra montanica ingår i släktet Discestra och familjen nattflyn. Inga underarter finns listade i Catalogue of Life.